# オン・オア・アバウト
On or About（オン・オア・アバウト）は、日本のロックバンドである。
2011年に結成し、2013年にアメリカでAPPLE PIE ORDER LABELからデビューした。
略称は「オンアバ」「O/A」など。自身の楽曲についてレコーディングからマスタリングまで自ら行う傍、楽曲提供やプロデュース、CMも手がける。

## メンバー
鈴木 真人（すずき まさと）
ボーカル、シンセサイザー担当。茨城県出身。On or Aboutの創設者であり、メンバー随一の自由人。青山テルマやDiggy-MO’などに楽曲を提供する綾部健三郎に師事。
つのだ✩ひろのライブに参加したり、ミュージカル『ユメオイビトの航海日記』やまんが『隣人おとぎ注意報』のPV、その他CMやゲーム音楽などを提供したりしている。また、AIZENN（ディアステージ所属アーティスト、2014年10月解散）などの作曲、編曲、プロデュースなどにも携わる。一方で地元つくば市で放送されているFMラヂオつくばの番組『ZEP842』においてパーソナリティも務める。

堀口 元気 （ほりぐち　げんき）
ベース、マニピュレーター、ミキサー担当。茨城県出身。あだ名はGGG（読み方は自由、本来は“スリージー”）。
鈴木とともにラジオ番組『ZEP842』に参加する他、同番組のディレクターも務める。
ブドリというエレクトロユニットにてシンセサイザー、 マニピュレーター、プログラミングも務める。同バンドでは「東京バンドサミット2008」に秋葉原代表として選出された経歴を持つ。また、油水という別バンドにおいてもベースを担当している。

亀田 剛史（かめだ たけし）
ドラムス担当。栃木県出身。「On or Aboutの残された良心」とDJぱんだに言われている癒し系。
On or Aboutの創設からドラマーとして参加。15才からドラムを始め、高校卒業後に専門学校ESPミュージカルアカデミー（現在は専門学校ESPエンターテインメント東京に校名変更）にて本格的にドラムを学ぶ。2007年にはドラマーの中澤剛に約1年ほど師事し、再度ドラムを学び直す。  専門学校卒業後は自身のバンドやサポートでの音楽活動を行う。
2004年から2007年まではシンガーソングライターの綿内克幸のバックバンドに参加。2012年からはbeyond the bambooのサポートドラムとしても参加し始めた。

るみの 響（るみの ひびき）
バイオリン、バッキング・ヴォーカル担当。大阪府出身。2013年からOn or Aboutに加入し活動を開始。本名は杉山麻衣子。
3才よりバイオリンを始める。高校生の時、ブリスベーン・シンフォニーオーケストラとサン=サーンスのバイオリン協奏曲を共演し、好評を博す。
大阪音楽大学を首席卒業後、大阪国際コンクールの一位を獲るなど数々の賞を受賞。また、ヨーロッパ、アメリカ各地でソロリサイタルを行い、帰国後はクラシック、タンゴやジャズなど多彩なジャンルの音楽を披露する。一方でB‘zやMay J.をはじめとする多くのメジャーアーティストのアルバム制作などにも多数参加。
2人組ユニットJester★Hannibalのメンバーでもあり、ラジオ関西で朗読やMCアシスタントをするなど幅広く活動している。

DJぱんだ（でぃーじぇーぱんだ）
MC担当。奈良県出身。2012年からOn or Aboutに加入し活動を開始。On or Aboutのマスコットキャラ。
口癖は「耳の裏は性感帯。生体はサングラスではなく喉ちんこ」。ステージに上がるときはアルコールを摂取し、ステージ上でも記憶が飛ぶほど飲んでいることが多い。響から白い目で見られる目線が心地よいと感じている。おふざけキャラと位置付けられているが、メンバー内では一番繊細である。
インターネットラジオ局Nama-iki.fmの専属DJでもある。

## 来歴
鈴木と堀口は同じ小中学校の先輩後輩同士であり、堀口のマニピュレーターを操作する姿を見て鳥肌が立ったと語っている。それを見て以来、生楽器と重いデジタル音を混在させたバンドをやろうと決めた。堀口と亀田を誘いメンバーを集めたのがバンドをやるきっかけと話している。その後、るみのが加入した。
2013年にAPPLE PIE ORDER LABELからデビューアルバム『HYDRANGEA』をリリースし、日米で発売し日本では予約で完売した。2016年にダウンロード配信でリリースされたシングル「オンガクワ マホウダ」を切っ掛けに、カナダやオーストラリアのラジオでも紹介された。

## サウンド
エレクトロニックにカテゴライズされるが、マニピュレーター、ベース、ドラムス、ロックバイオリン、MCで構成され、よりロック・ビックビートに近いサウンドとなっている。
音楽のルーツとしては電気グルーヴのマユゲルゲ。鈴木は幼少時に従兄が聴いていた、ジョージ・マイケル、ケミカル・ブラザーズ。また、鈴木個人がリスペクトをしているBOOM BOOM SATELLITESも多くの影響を受けていると話していた。
堀口は専門学校のころから多ジャンルに精通しており、ファットボーイ・スリムやくるりがハイになると挙げている。

## ディスコグラフィ

### アルバム
1. 『HYDRANGEA』（2013年7月21日、ハイドレンジア）

### シングル
1. 「オンガク ワマホウダ」（2017年1月3日）

## タイアップ
- 「NaNaNa」（2011年、Music Color Entertainment Radio『match』エンディングテーマ）
- 「Milky Way Over World」（2012年、快適靴ストウ コマーシャル）
- 「ヒカリ ノキズナ」（2013年、つくば光の森 テーマ）
- 「aim」（2014年、快適靴ストウ コマーシャル）
- 「spring」（2015年、Masayuki Ogata Vocal Studio コマーシャル）
- 「sky is limit」（2016年、ZEP842 オープニングテーマ）